# Малиново (Великоустюгский район)
Малиново — деревня в Великоустюгском районе Вологодской области.
Входит в состав Верхневарженского сельского поселения, с точки зрения административно-территориального деления — в Верхневарженский сельсовет.
Расстояние по автодороге до районного центра Великого Устюга — 70 км, до центра муниципального образования Мякинницыно — 5 км. Ближайшие населённые пункты — Удачино, Антушево, Стрюково, Минино.
По переписи 2002 года население — 15 человек.